# La Troade
La Troade (1579) est la cinquième tragédie humaniste du dramaturge français Robert Garnier, probablement représentée en 1581 à Saint-Maxent.

## Résumé
- Acte 1. Hécube évoque la chute de Troie et rappelle la mort de Priam. Elle se lamente sur la mort d'Hector. Cassandre doit devenir la concubine d'Agamemnon.
- Acte 2. Après avoir prétendu qu'Astyanax est mort, Andromaque finit par le livrer à Ulysse.
- Acte 3. L'ombre d'Achille a exigé le sacrifice de Polyxène, résignée.
- Acte 4. Un premier messager apprend à Andromaque la mort de son fils, un second à Hécube celle de Polyxène. La vieille reine apprend du chœur un malheur supplémentaire: la mort de Polydore.
- Acte 5. Aidée de ses suivantes, Hécube crève les yeux de Polymestor, qui feignait d'avoir encore Polydore sous sa garde, et tue ses fils.

## Dramaturgie
- La pièce présente une suite de deuils. Hécube, qui peut faire penser à Catherine de Médicis, est donc « la figure exemplaire du malheur » (J.-D. Beaudin).
- « Antigone et la Troade offrent des procédés nouveaux repris de La Taille : coups de théâtre psychologiques : refus de Polyxène de se défendre […], action rapide, suppression des images et des comparaisons développées […]. Les passages lyriques subsistent, mais […] abrégés. Garnier lutte contre son tempérament mais n'arrive pas entièrement à imiter ses nouveaux modèles. » (M.-M. Mouflard, R. Garnier, t. II, p. 41.)
- Fait sans précédent dans sa carrière, [Garnier] emprunte autant à Euripide qu'à Sénèque (J.-D. Beaudin).

## Contexte historique
La pièce est écrite et publiée pendant la période des guerres de religion en France. Les souffrances des personnages, victimes d'une guerre destructrice, peuvent donc être analysées comme une métaphore de la souffrance du royaume de France.
Garnier invite, dans sa dédicace, à percevoir sa pièce comme une consolation face à ce présent douloureux : « Je sçay qu'il n'est genre de Poëmes moins agreable que cestuy-cy, qui ne represente que les malheurs lamentables des Princes, avec les saccagemens des peuples. Mais aussi les passions de tels sujets nous sont ja si ordinaires, que les exemples anciens nous devront doresnavant servir de consolation en nos particuliers et domestiques encombres : voyant nos ancestres Troyens avoir, par l'ire du grand Dieu, ou par l'inevitable malignité d'une secrette influence des astres, souffert jadis toutes extremes calamitez : et que toutefois du reste de si miserables et dernieres ruines s'est peu bastir, apres le decez de l'orgueuilleux Empire Romain, cette tres-florissante Monarchie. »
Selon Tiphaine Karsenti, la vengeance d'Hécube peut être interprétée comme le début du renversement entre vaincus et vainqueurs, les Grecs devant être punis pour leurs crimes par le temps providentiel, tandis que les descendants des Troyens deviendront les fondateurs supposés du royaume de France. Pour elle, ce renversement est une façon pour Garnier d'évoquer celui qu'il espère pour la France, non pas entre vaincus et vainqueurs mais entre désastre et renaissance.